# Самойленко Микола Павлович
Микола Павлович Самойленко (нар. 12 лютого 1954, с. Покровське, Нікопольський район, Дніпропетровська область) — український футболіст, нападник і півзахисник.

## Життєпис
Вихованець нікопольської команди «Трубник». Ще навчаючись у школі почав виступати за основний склад.  У класі «Б» провів 9 матчів, 2 голи. Одночасно отримав запрошення до юнацької збірної СРСР. У тій команді, поряд з Самойленком, грали майбутні гравці національної збірної Володимир Федоров («Пахтакор»), Валерій Газзаєв («Спартак» Орджонікідзе) і Валерій Горбунов («Шахтар»).
1971 року отримав запрошення від Валерія Лобановського, який очолював «Дніпро». Три роки виступав у дублі дніпропетровського клуба, провів два матчі за головну команду. У першому сезоні дніпропетровці здобули перемогу в першій лізі, а Микола Самойленко провів один поєдинок. У вищій лізі дебютував 8 вересня 1972 року. На  66-й хвилині поєдинку проти «Зеніту» замінив Володимира Федоренка.
Військову службу проходив спочатку в армійському клубі з Чернігова. В 1975 році команда перемогла в першості Збройних Сил. Півфінали і фінал проходили в Москві, а на матчах був присутній другий тренер ЦСКА Валентин Бубукін. За його рекомендацією був переведений до Москви. У першому ж поєдинку за дублерів забив гол, але його команда поступилася землякам-«динамівцям» з рахунком 1:5. Того сезону «армійців» очолював легендарний хокейний тренер Анатолій Тарасов, який відразу після матчу перевів Самойленка до основного складу.
Наступного дня, 13-го липня, дебютував у головній команді. На початку другого тайму вийшов на заміну, а вже через декілька хвилин Борис Копєйкін забив м'яч у відповідь московському «Динамо». Всього за ЦСКА провів 11 лігових ігор (2 голи).
Після демобілізації повернувся до Дніпропетровська. З другого сезону став повноцінним гравцем основи. Всього у складі «Дніпра» провів у вищій лізі 80 матчів (8 голів), а в першій — 85 (12 голів). У другій половині сезону-81 захищав кольори нікопольського «Колоса», одного з лідерів другого дивізіону радянського футболу. 
1982 року став гравцем «Колоса» (село Межиріч Павлоградського району). У першій половині 80-х років сільська команда з Дніпропетровщини була одним з лідерів української зони другої ліги. У першому сезоні став бронзовим медалістом чемпіонату УРСР, наступного року — срібним. 
Драматичним видався сезон 1984 року. Чемпіонський титул вирішувався не на полі, а в кулуарах футбольних чиновників. В останньому турі у Вінниці команда Самойленка поступилася господарям. «Колос» набрав 51 очко, «Нива» — 50. Однакову кількість з павлоградцями набрав і миколаївський «Суднобудівник». Та вже на фініші з таблиці був вилучений результат його зустрічі з «Нивою» — 1:0. Виявилося, що тренери «Суднобудівника» порушили пункт положення про першість, виставивши на гру «зайвого» гравця віком понад 25 років (положення передбачало, що у складі кожної команди на гру повинно виходити не більше п'яти таких гравців). Були пропозиції переграти матч. Однак у справу втрутилася Федерація футболу СРСР, рішенням якої перемогу в матчі присуджено «Ниві». Вінницька команда перемістилася з третього місця на перше, а «Колос» опустився на другу позицію.
1986 року команда була вимушена переїхати до Павлограда і змінити назву на «Шахтар». Наступний рік був помічником головного тренера Германа Кудзієва. У новому сезоні команду очолив Мансур Гаріфуллін, який попрохав продовжити виступи на футбольному полі. Микола Самойленко грав ще упродовж двох років. Всього за сім сезонів у павлоградському клубі провів 292 лігових матчі, забив 93 м'ячі. 

## Досягнення
- Віце-чемпіон першої ліги (1): 1980
- Другий призер чемпіонату УРСР (2): 1983, 1984
- Третій призер чемпіонату УРСР (1): 1982
- Чемпіон ЗС СРСР (1, грав за КВО): 1975

## Статистика
| Сезон | Команда              | Ліга | Ігри | Голи |
| ----- | -------------------- | ---- | ---- | ---- |
| 1970  | «Трубник» (Нікополь) | D3   | 9    | 2    |
| 1971  | «Дніпро»             | D2   | 1    | 0    |
| 1972  | «Дніпро»             | D1   | 1    | 0    |
| 1974  | СК «Чернігів»        | D3   |      | 2    |
| 1975  | СК «Чернігів»        | D3   |      | 1    |
| 1975  | ЦСКА (Москва)        | D1   | 11   | 2    |
| 1976  | «Дніпро»             | D1   | 7    | 0    |
| 1976  | «Дніпро»             | D1   | 8    | 0    |
| 1977  | «Дніпро»             | D1   | 27   | 5    |
| 1978  | «Дніпро»             | D1   | 24   | 2    |
| 1979  | «Дніпро»             | D2   | 42   | 3    |
| 1980  | «Дніпро»             | D2   | 42   | 9    |
| 1981  | «Дніпро»             | D1   | 13   | 1    |
| 1981  | «Колос» (Нікополь)   | D2   | 9    | 3    |
| 1982  | «Колос» (Межиріч)    | D3   | 45   | 17   |
| 1983  | «Колос» (Межиріч)    | D3   | 49   | 15   |
| 1984  | «Колос» (Межиріч)    | D3   | 31   | 11   |
| 1985  | «Колос» (Межиріч)    | D3   | 38   | 4    |
| 1986  | «Шахтар» (Павлоград) | D3   | 33   | 6    |
| 1988  | «Шахтар» (Павлоград) | D3   | 46   | 23   |
| 1989  | «Шахтар» (Павлоград) | D3   | 50   | 17   |